# Federația Engleză de Fotbal
Federația Engleză de Fotbal (în engleză The Football Association; The FA) este forul conducător al fotbalului englez. Înființată în 1863, este cea mai veche asociație de fotbal din lume și este responsabilă de toate aspectele meciurilor de amatori și profesioniști din Anglia.
Ea organizează numeroase competiții, dintre care cea mai cunoscută este FA Cup. Toate cluburile profesioniste din Anglia sunt mebri ai Federației Engleză de Fotbal. Ei nu opereză zilnic în Premier League, dar dețin puterea de veto, prin Președintele Ligii și Consiliului Executiv. Football League, este competiția care evolueză cluburile profesioniste din Anglia, se conduce singură.

## Istorie
Pentru multe secole înainte de prima întâlnire a Federației în 1863, nu existau legii universale pentru a juca fotbal. În fiecare școală publică, meciurile erau organizate după regulile locale; dar când elevi ajungea la liceu, a apărut haosul deoarece jucătorii foloseau reguli diferite. Din această cauză Universitatea Cambridge a publicat un set de reguli în 1848, care au fost larg adoptate. Alt set de reguli au fost cele Sheffield, care au fost adoptate de multe cluburi din nordul Angliei.

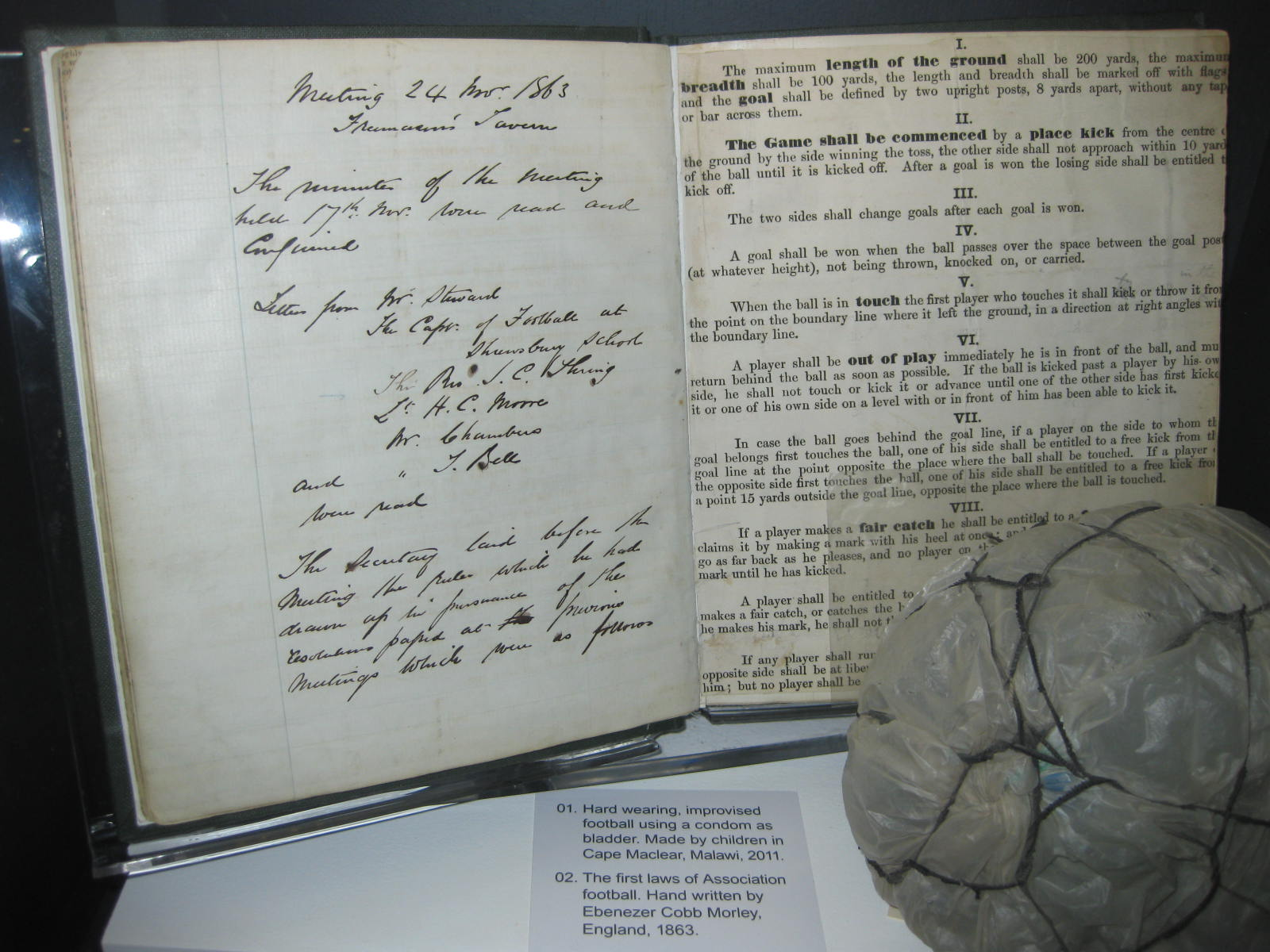
Poză a originalelor 'Laws of the game' ale Federației, scrise de mână de Ebenezer Cobb Morley în 1863, expuse în vitrina Muzeului Național de Fotbal, Manchester.

11 cluburi de fotbal și reprezentanțele școlilor din Londra, s-au întâlnit pe 26 octombrie 1863 pe a accepta noile reguli comune. Majoriate dintre acele cluburi sunt desființate sau au doar echipe de rugby.
Ebenezer Cobb Morley a fost un membrul fondator al Federației și creator al fotbalului modern. El a fost primul secretar al fedreației (1863-1866) și al doilea său președinte (1867-1874). Ca jucător a jucat în primul meci oficial de fotbal, în 1863.
Prima versiune de reguli a jocului modern a fost scrisă după o serie de 6 întâlniri. La ultima întâlnire, F. M. Campbell, primul trezorier al Federației și reprezentanul clubului Blackheath, și-a retras clubul de la federație după ce au fost eliminate 2 reguli la întâlnirea anterioară, prima fiind de a admite alergatul cu mingea în mână și a doua, de ține și de a lovi adversarul în gambe în timp ce atacă. Multe alte cluburi l-au urmat și au format în 1871 Uniunea de Rugby.
Charles Alcock a fost ales la Federație în 1866, devenind primul său secretar cu normă întreagă și trezorier în 1970. El a creat The FA Cup, în 1871. 15 cluburi au participat pentru a câștiga trofeul. Prima finală s-a jucat pe The Oval pe 16 martie 1871. 2.000 de oameni au urmărit finala dintre Wanderers și Royal Engineers.
După mulți ani de luptă între Asociația din Londra și Asociația din Sheffield, Federația a decis că trebuie să existe un singur set de reguli, care să nu fie disputat de nimeni. S-au jucat 16 meciuri între asociați cu reguli diferite, iar în 1877 au fost alese noile reguli.
În 1992, Federația a luat controlul asupra Premier League, care conținea 22 de cluburi, multe venite din Football League. Premier League și-a redus numărul la 20 în 1995 și a ajuns una dintre cele mai bogate ligii din lume.

## Competiții
Federația Engleză de Fotbal organizează următoarele competiții:
- FA Premier League
- FA Cup
- FA Trophy
- FA Vase
- FA Women's Cup
- FA Women's Premier League Cup
- FA Youth Cup
- FA Sunday Cup
- FA County Youth Cup
- FA Community Shield
- FA National League System Cup
- FA Futsal Cup

## Legături externe
- England Arhivat în 18 noiembrie 2018, la Wayback Machine. FIFA
- England UEFA
- Site-ul oficial al Federației